# Belhomert-Guéhouville
Belhomert-Guéhouville – miejscowość i gmina we Francji, w Regionie Centralnym, w departamencie Eure-et-Loir.
Według danych na rok 1990 gminę zamieszkiwały 773 osoby, a gęstość zaludnienia wynosiła 71 osób/km² (wśród 1842 gmin Regionu Centralnego Belhomert-Guéhouville plasuje się na 503. miejscu pod względem liczby ludności, natomiast pod względem powierzchni na miejscu 1107.).